# Makrónisos
Makrónisos (em grego Μακρόνησος; "ilha longa") é um ilhéu situado a cerca de 3 km a norte da costa da ilha de Kasos, no arquipélago das Cíclades, sul do Mar Egeu. É uma dependência administrativo da unidade regional de Ceos-Cítnos.

## Geografia
A ilhota tem uma área de 18,4 km² e um litoral de 28 km. Tem 3 km de comprimento e sua largura varia entre 400 a 500m. É uma ilha árida e rochosa com baixo relevo. Seu ponto mais alto tem 281m.

## História

### Antiguidade
Na antiguidade, a ilhota se chamava Helena, porque os belos, sequestrados por Páris, teriam parado ali, indo ou voltando de Troia. Evidências arqueológicas mostram que a ilhota foi habitada a partir do final do Neolítico (quinto milênio a.C.). Foram descobertos pedaços de colunas e as fundações de um grande edifício antigo.

### Guerra dos Bálcãs (1912-1913)
Durante a Primeira Guerra Balcânica, um grande número de prisioneiros turcos foram transferidos para Makronissos e lá viveram até a paz ser assinada, antes de serem enviados para a Turquia. Muitos deles, no entanto, morreram de doenças contagiosas e foram enterrados lá.

### Primeira Guerra Mundial
Foi no canal que separa Makrónisos e a ilha de Ceos que o navio-hospital Britannic, gêmeo do Titanic, naufragou em 21 de novembro de 1916, atingido por uma mina às 8h02. Ele atingiu o fundo do mar Egeu 55 minutos depois. Repousa a 120m de profundidade. O naufrágio fez cerca de trinta mortos. Mais de 1.000 pessoas foram resgatadas por pescadores de Korissia, aldeia de Ceos. O navio não estava carregando baixas naquele tempo; ele estava indo para a frente dos Dardanelos.

### Década de 1920
A ilha é usada como um campo de trânsito para os refugiados da Ásia Menor, após a Guerra greco-turca (1919-1922).

### Guerra Civil (1946-1949)
Durante a Guerra Civil Grega e a ditadura dos coronéis, Makrónisos foi usada como um local de deportação de opositores políticos, principalmente comunistas. A ilhota é, portanto, considerada um monumento da guerra civil.
Em 1946, enquanto o resto da Europa estava comemorando a paz e curando suas feridas, a Grécia estava entrando em um período de miséria e guerra civil. O Partido Comunista da Grécia (KKE) foi proibido, assim como o Exército Popular de Libertação Nacional (ELAS), que havia liderado a resistência contra a ocupação nazista e a Frente de Libertação Nacional (EAM) e organização Política de Juventude da Grécia (EPON). Milhares de comunistas e esquerdistas foram executados por tribunais militares. Quase 50.000 foram exilados para ilhas remotas.
Em 1946, foi aberto na ilha o primeiro campo de concentração da Europa após o fim da Segunda Guerra Mundial, 22 meses após a liberação do último campo de concentração nazista de Dachau, em abril de 1945. O campo foi rapidamente financiando por fundos do Plano Marshall, seguindo a Doutrina Truman. Concretamente, o primeiro campo de Makrónisos foi montado por tropas britânicas, que aprisionaram o 2º batalhão do ELAS. Então o 3º Batalhão foi transferido de Salonica para Makrónisos, assim como o 1º Batalhão, vindo da Ilha Giura. Os oficiais do ELAS foram exilados para Makrónisos. No final de 1947, mais de 20.000 prisioneiros haviam sido transferidos para a ilha.

### 1949-1967
Em 1949, os exilados de todas as ilhas foram transferidos para Makrónisos, sob a supervisão da gendarmaria grega. Em outubro de 1949, o parlamento grego aprovou uma lei sobre "reeducação nacional" e criou a Organização dos Acampamentos de Reabilitação de Makrónisos. Esta instituição incluia cinco ministros (Justiça, Ordem Pública, Interior, Defesa Nacional e Educação). O objetivo era "reabilitar" esses "maus" gregos e torná-los cidadãos-modelo; eram considerados "traidores" e "inimigos do Estado", embora tivessem participado ativamente da resistência nacional contra a ocupação nazista. Esta reabilitação era chamada de "batismo de Siloé". Os prisioneiros viviam em tendas sob calor ou frio extremos, sofrendo fome e especialmente sede, isolamento, ameaças e lavagem cerebral. Eles sofreram múltiplas torturas, inclusive fraturas com barras de ferro ou varas de bambu. Alguns ficaram deficientes, cegos ou morreram. Aqueles que estavam psicologicamente doutrinados assinaram uma declaração em que reconheceram seus erros e pediram perdão. Eles foram então enviados para a linha de frente para lutar contra seus companheiros. Aqueles que se recusaram a assinar podiam enfrentar um tribunal militar e ser executados por um pelotão de fuzilamento em frente à Prisão Militar de Makrónisos.
Em 1949, milhares de ativistas de esquerda foram presos preventivamente e deportados para Makrónisos. Em janeiro de 1949, as mulheres também foram levadas para o 1º acampamento do Batalhão.
Este programa de "reabilitação" cessou, mas os presos políticos continuaram a ser transferidos para Makrónisos até 1957 nos campos e até 1960 na prisão militar. Estima-se que entre 50.000 e 100.000 pessoas de todas as partes da Grécia passaram por Makrónisos entre 1947 e 1954.
A ilha foi definitivamente abandonada em 1961.

### Atualmente

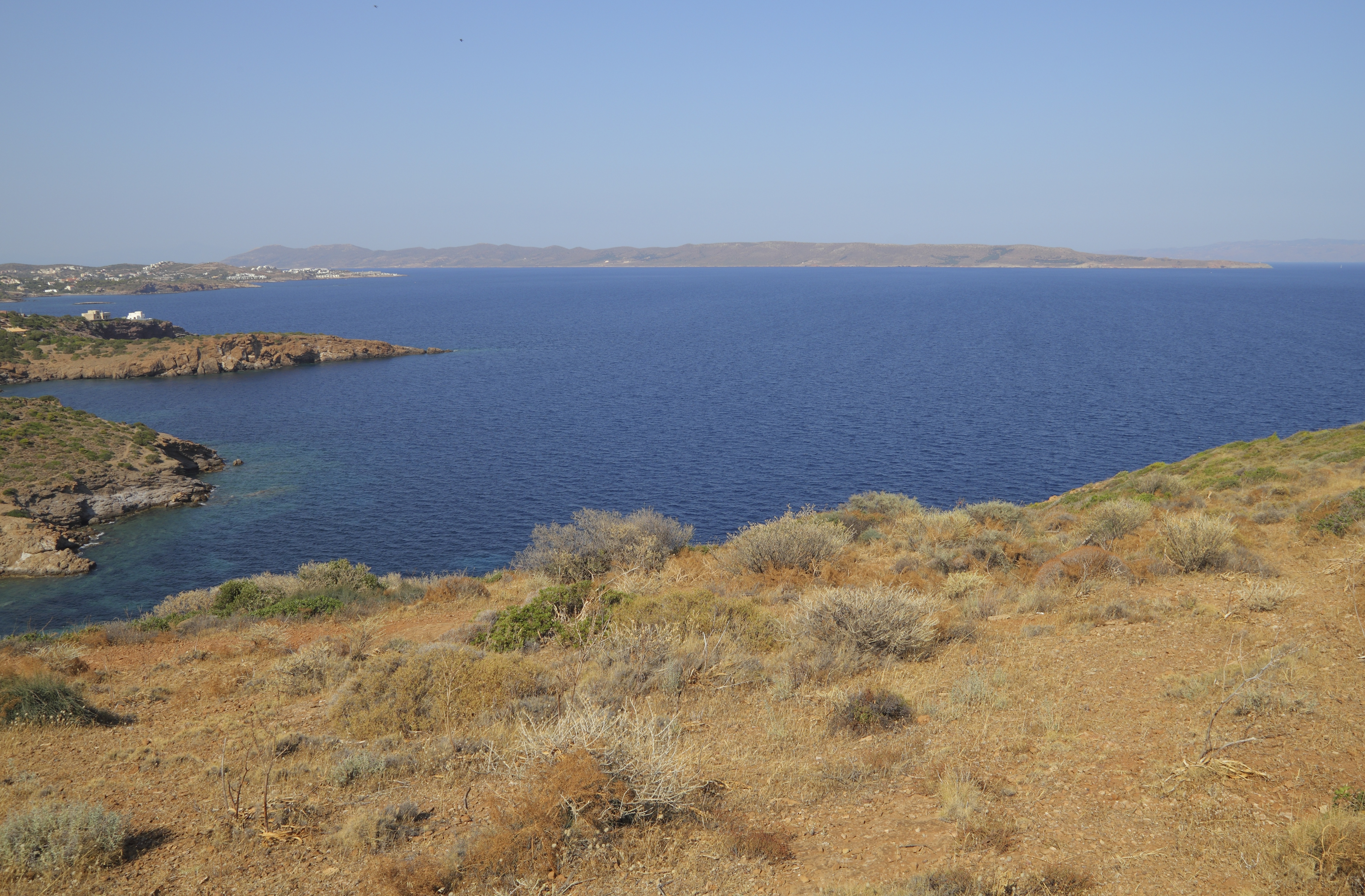
A ilha vista do Cabo Sunião

A ilha de Makrónisos foi abandonada pelo Ministério da Defesa grego em 1974. Em 1988, foi fundada a Associação Pan-Helénica de Combatentes presos em Makrónisos (PEKAM). Em 16 de maio de 1989, a Ministra da Cultura Melina Mercouri proclamou Makrónisos como um local histórico e os edifícios do campo mantiveram-se como tal. Em 1995, foi adotado um decreto de proteção da ilha.

## Alguns deportados famosos
- Yannis Ritsos (1909-1990), poeta, escreveu uma série de poemas sobre Makrónisos  Eles estão agrupados em um livro chamado Stony Time, Makronissiotics. "Esses poemas foram escritos em Makrónisos, de agosto a setembro de 1949, no campo D de deportados políticos, antes de sermos transferidos para o Batalhão B; mesmo antes de viver todo o horror de Makronissos. Esses poemas foram enterrados no local em garrafas lacradas e desenterrados em julho de 1950 "(Yannis Ritsos, aba do livro).
- Mikis Theodorakis, compositor, foi detido em Makrónisos por um ano, de 1948 a 1949. Ele sofreu terríveis torturas. Em março, seus torturadores quebraram a perna direita, várias costelas e danificaram um pulmão. Em agosto de 2003, Mikis Theodorakis fez dois shows emocionantes em Makrónisos , onde retornou após 45 anos.
- Manos Katrakis (1908-1984), ator de teatro.
- Aris Alexandrou (1922-1978), escritor comunista
- Thanasis Vengos (1927-2011), ator.
- Níkos Koúndouros (1926), cineasta.
- Stelios Kazantzidis (1932-2001), cantor popular, ator de cinema.
- Grigoris Bithikotsis (1922-2005), cantor e compositor popular, canta muitas canções compostas por Mikis Theodorakis.
- Apóstolos Sántas (1922 -2011) "premier" grego resistente
- Titos Patrikios (1928-), sociólogo, poeta

1. ↑  Hamilakis, Yannis (2007). The Nation and its ruins (em inglês). Oxford: Classical Presences
2. ↑  «Makronisos: The Island of Exile» (em inglês). Greektravel
3. ↑  Panourgiá, Neni (2008). «Desert Islands: Ransom of Humanity,» 20 ed. Public Culture: 395-421
4. 1 2 3 4  Makronissos, a Historic Site, Athènes, 2005.
5. ↑  «Δυο λόγια για την ιστορία» (em grego). PEKAM